# چارلز ادوارد استوارت
چارلز ادوارد استوارت (به انگلیسی: چارلز ادوارد لوئیس جان کازیمیر سیلوستر سورینو ماریا استوارت) (۳۱ دسامبر ۱۷۲۰ تا ۳۱ ژانویه ۱۷۸۸)، که معمولاً در بریتانیا در طول عمر خود به عنوان جوان مدعی امپراتوری و «جوان شوالیه»، و بر پایهٔ گذشته‌نگری به عنوان «شاهزاده چارلی برازنده»شناخته می‌شد، پس از مرگ پدرش در ۱۷۶۶، (به‌عنوان چارلز سوم) دومین یعقوبی مدعی تاج و تخت انگلستان، اسکاتلند، فرانسه و ایرلند است. این ادعا به عنوان و بر مبنای پسر ارشد جیمز فرانسیس ادوارد استوارت بودنش، که او خود فرزند جیمز هفتم و دوم بود صورت می‌گرفت. چارلز شاید بیشتر به‌خاطر راه‌اندازی قیام ناموفق یعقوبی ۱۷۴۵، که در آن؛ او با رهبری یک قیام برای بازگرداندن خانواده‌اش به تاج و تخت بریتانیای کبیر، که با شکست او در نبرد کالودن که به گونه‌ای جدی در پایان دادن به جنبش یعقوبی مؤثر بود، شناخته شده‌باشد.
پشتیبانی یعقوبی‌گرایان از ادعای استوارت به خاطر امید آنان به اجرای آسان‌گیری مذهبی در کلیسای کاتولیک و اصل باور به حق‌الهی پادشاهان بود. گریختن چارلز از اسکاتلند پس از قیام- از او در برخی از نوشته‌های پس از او یک چهرهٔ رؤیایی و رمانتیک ساخته و عدم پیروزی او را به یک «شکست قهرمانانه» تبدیل کرده‌اند.